# 万籁鸣
万籁鸣（1900年1月18日—1997年11月7日），原名万嘉综，男，江蘇南京人，与其孪生弟弟万古蟾一同被称为中国动画片电影创始人。万籁鸣被人们尊称为“大万老”。

## 生平
万赖鸣与弟弟幼年起開始自学绘画，1919年进入商务印书馆工作，与其弟研制动画电影。1926年加入长城画片公司，拍摄成中国第一部动画片《大闹画室》，1935年又制成第一部有声动画片《骆驼献舞》，1936年完成了动画长片《铁扇公主》。
1949年中华人民共和国成立前夕前往香港避难，但感觉在当地无法施展才能，于1954年回到上海，在上海美术电影制片厂导演动画片。1960年至1964年，担任动画片《大闹天宫》的导演。在1964年，因為下集拍攝完成後由於文藝政策的變化，影片的全本沒能夠上映。文革開始後更因為《大鬧天宮》被說成借古諷今，甚至指其有反毛澤東思想，所以被隔離審查。著有《人体表情美》《人体画美》等著作。
1997年11月7日在上海逝世。他安葬在上海青浦区的上海福寿园，墓碑上有手持金箍棒的美猴王形象。

## 国际影响

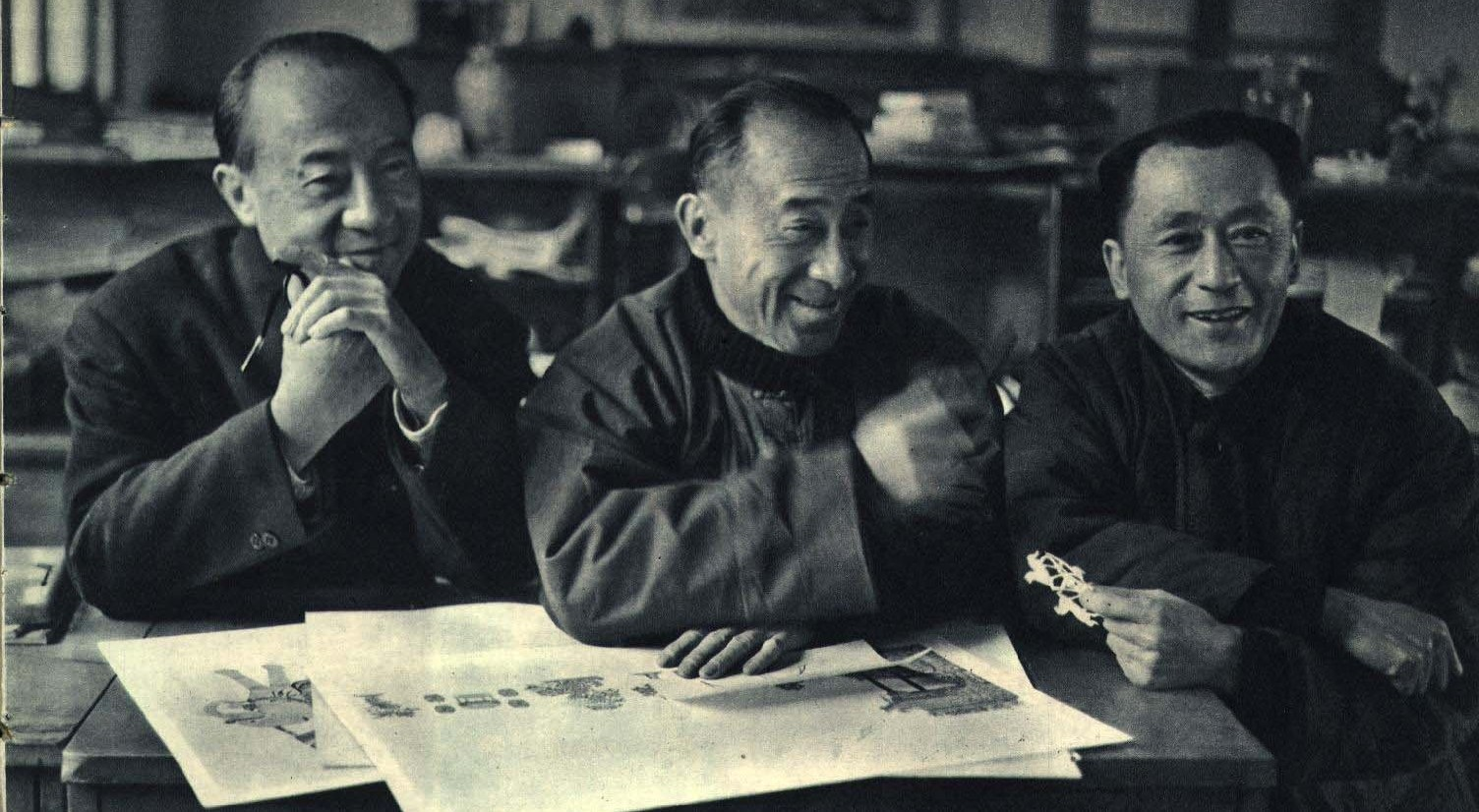
1962年万氏兄弟 万古蟾、万籁鸣、万超尘

### Google
2012年1月18日，Google推出以孙悟空为主题的Doodle纪念万籁鸣及万古蟾诞辰112周年。

### 对手冢治虫
日本漫画家手冢治虫在年轻时候看了万籁鸣的作品《铁扇公主》之后，对这部作品产生了深刻的印象，因此才让手冢治虫走上了做动画片的路，让他爱上了西游记这样的中国文化。1980年，手冢治虫来到中国，见到了在上海美术电影制片厂工作的万籁鸣。他一生五度来到中国，多次与万籁鸣会面，并且赠与万籁鸣《铁臂阿童木》的手稿。1988年，手冢治虫最后一次来中国拜访万籁鸣，回日本后，他完成了自己最后一部动画片《我的孙悟空》草案，用这部作品，向万籁鸣道别。手塚制作公司将其制作为动画片《手冢治虫物语:我是孙悟空》。

### 引用
1. 1 2 3  . 央视网. 2012年01月20日  [2025-06-14].
2. ↑  . 央视网.   [2025-06-14].
3. ↑  . 中青网.   [2025-06-14].
4. 1 2  杨晓林. . 文汇报. 2017-07-21  [2025-07-26].
5. 1 2  . 第一财经. 2024-05-23  [2025-07-26].
6. 1 2  . 成都博物馆.   [2025-07-26].
7. ↑  . 手冢制作株式会社.   [2025-07-26] （zh-cmn-Hans）.

### 文献
- 张钧 《一部动画片的诞生》来自《读库0604》 新星出版社 2006年 ISBN 7-80225-112-5